# Diocèse de Tarnów
Le diocèse de Tarnów (en latin : Dioecesis Tarnoviensis) est un diocèse catholique de Pologne de la province ecclésiastique de Cracovie dont le siège est situé à Tarnów, dans la voïvodie de Petite-Pologne. L'évêque actuel est Andrzej Jeż (en), depuis 2012. 

## Historique
Avec le premier partage de la Pologne, l'Autriche de Marie-Thérèse d'Autriche reçoit une partie du royaume de Pologne et du diocèse de Cracovie. Dans cette partie du diocèse est créé le diocèse de Tarnów le 20 septembre 1783. Joseph II nomme le premier évêque, Jan Duwall (1720-1785). Après sa mort, le 13 décembre 1785, Joseph II choisit Florian Amand Janowski (1725-1801) évêque de Tarnów le 3 avril 1786, nommé par le pape Pie VI. Le pape Pie VI a confirmé la création du diocèse de Tarnów par la bulle In suprema beati Petri cathedra, le 13 mars 1786. Le diocèse de Tarnów a été incorporé dans l'archidiocèse de Lviv.
Le troisième partage de la Pologne, en 1795, fait entrer Cracovie dans les possessions autrichiennes. Le chapitre de la cathédrale de Tarnów est déplacé à Kielce par la bulle du pape Pie VII Indefessum personarum regia dignitate fulgentium, du 13 juin 1805. Le territoire du diocèse de Tarnów est réparti par la bulle Operosa atque indefessa, le 24 septembre 1805, entre les deux évêchés de Cracovie et de Przemyśl.
La bulle du pape Pie VII du 20 septembre 1821, Studium paterni affectus, crée le diocèse de Tyniec à l'intérieur du royaume de Galicie et de Lodomérie. Mgr Grégoire Thomas Ziegler a demandé le transfert du siège de l'évêché à Tarnów. Ce transfert est fait par le pape Léon XII par la bulle Sedium Episcopalium Translationes du 23 avril 1826. Le diocèse prend alors le nom de diocèse de Tarnów.
Les limites du diocèse ont été modifiées en 1880, 1886 et 1925. Après la Première Guerre mondiale et le traité de Versailles, la Pologne retrouve son indépendance et voit la création de la Deuxième République, le diocèse de Tarnów est transféré de l'archidiocèse de Lviv vers le nouvel archidiocèse de Cracovie le 28 octobre 1925. Il perd des paroisses au profit de l'archidiocèse de Cracovie.
La Seconde Guerre mondiale entraîne un nouveau changement des frontières de la Pologne et la création de la République populaire de Pologne. La Troisième république de Pologne est créée en 1990. En 1992, par un décret du Saint-Siège sur l'établissement et la définition des limites des diocèses et des provinces ecclésiastiques en Pologne a conduit à un nouveau changement du territoire du diocèse avec la création du diocèse de Rzeszów.

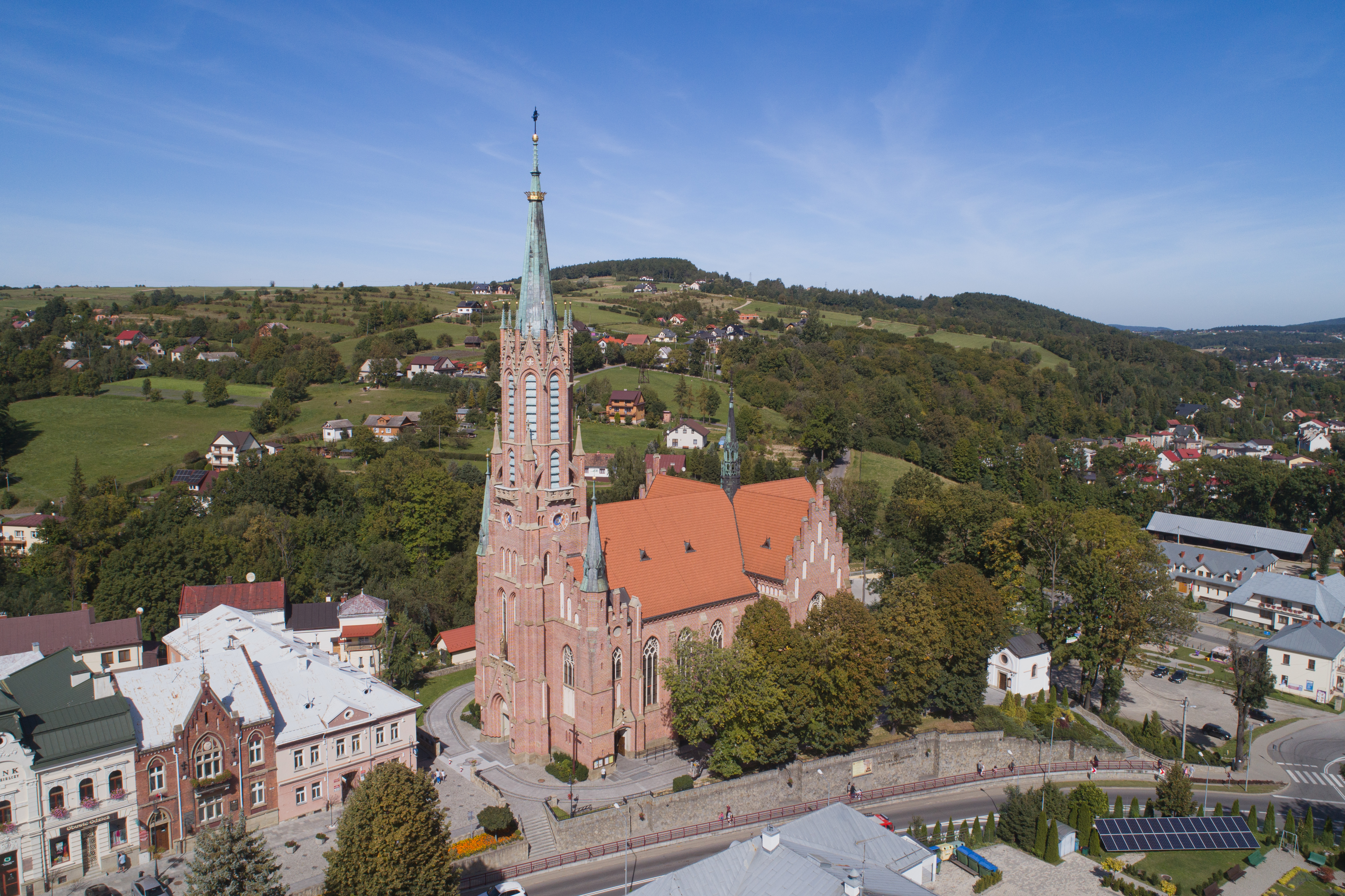
La basilique Sainte-Catherine-d'Alexandrie de Grybów.

## Églises principales du diocèse
L'église de la Nativité-de-la-Bienheureuse-Vierge-Marie (en polonais : Bazylika Katedralna Narodzenia Najświętszej Marii Panny) de Tarnów est la cathédrale du diocèse.
- Basiliques mineures :
  - Basilique collégiale Sainte-Marguerite (en polonais : Bazylika Kolegiacka św. Małgorzaty) de Nowy Sącz,
  - Basilique Notre-Dame-des-Douleurs (en polonais : Bazylika Matki Boskiej Bolesnej) de Limanowa,
  - Basilique Saint-Matthieu-Apôtre-et-Évangéliste (en polonais : Bazylika Mniejsza św. Mateusza Apostoła i Ewangelisty) de Mielec,
  - Basilique de la Visitation-de-la-Bienheureuse-Vierge-Marie (en polonais : Bazylika Nawiedzenia Najświętszej Marii Panny) de Tuchów,
  - Basilique Sainte-Catherine-d'Alexandrie (en polonais : Bazylika św. Katarzyny Aleksandryjskiej) de Grybów,
  - Basilique Sainte-Marie-Madeleine-et-Saint-Stanislas-de-Szczepanów (en polonais : Bazylika św. Marii Magdaleny i św. Stanisława Biskupa i Męczennika) de Szczepanów,
  - Basilique Saint-Nicolas (en polonais : Bazylika św. Mikołaja) de Bochnia.

## Évêques
- Grzegorz Tomasz Ziegler[3] (O.S.B.), du 19 avril 1822 jusqu'au 25 juin 1827, puis évêque de Linz,
- Ferdynand Maria von Chotek, du 30 septembre 1831 jusqu'au 24 février 1832, puis archevêque d'Olomouc,
- Franciszek de Paula Pišték (Pisztek), du 24 février 1832 jusqu'au 1er février 1836, puis archevêque de Lviv,
- Franciszek Ksawery Zachariasiewicz, du 1 février 1836 jusqu'au 13 juillet 1840, puis évêque de Przemyśl,
- Józef Grzegorz Wojtarowicz, du 13 juillet 1840 jusqu'à sa démission le 15 juillet 1850,
- Józef Alojzy Pukalski, du 15 mars 1852 jusqu'à sa mort le 6 janvier 1885,
- Ignacy Łobos, du 15 janvier 1886 jusqu'à sa mort le 15 avril 1900,
- Leon Wałęga, du 15 avril 1901 jusqu'à sa démission le 4 mai 1932,
- Franciszek Lisowski, du 27 janvier 1933 jusqu'à sa mort le 4 juin 1939,
- Jan Piotr Stepa, du 25 mars 1946 jusqu'à sa mort le 28 mai 1959,
- Jerzy Karol Ablewicz, du 26 février 1962 jusqu'à sa mort le 31 mars 1990,
- Józef Mirosław Życiński, du 29 septembre 1990 jusqu'au 14 Jun 1997, puis archevêque de Lublin,
- Wiktor Paweł Skworc, du 13 décembre 1997 jusqu'au 29 octobre 2011, puis archevêque de Katowice,
- Andrzej Jeż (en), depuis 12 mai 2012.

### Article liés
- Église catholique en Pologne
- Liste des diocèses catholiques de Pologne